# 이혜림
이혜림(1983년 7월 12일 ~ )은 대한민국의 앵커이다. 현재 MTN 머니투데이방송에서 활동 중이다.

## 경력
- 토마토TV 앵커
- 충주MBC 리포터

## 학력
- 이화여자대학교 보건관리학과 졸업

## 생방송 중 기절
2010년 5월 27일, MTN '굿모닝증시Q' 1부를 진행하다가 방송 시작 약 2분만에 신음소리를 내며 쓰러졌다. 쓰러지는 장면이 포착되었으나, 급히 자료화면을 돌렸다. MTN 측은 감기기운으로 몸이 안 좋은 상태에서 쓰러졌으며 충분한 휴식을 취한 뒤에 2010년 5월 31일 월요일에 복귀했다.